# Harry Mundy
Harry Mundy (1915 — 1988) foi um engenheiro automobilista britânico.
Em 1936 começou a trabalhar na English Racing Automobiles (ERA) em Bourne, Lincolnshire, como desenhista técnico. Também na ERA estava Walter Hassan, que tornou-se seu amigo e trabalharam juntos depois na Jaguar, desenvolvendo motores.
Saiu da ERA em 1939 e foi trabalhar na Morris Motor Company em Coventry.
Após a Segunda Guerra Mundial foi trabalhar na British Racing Motors (BRM) em 1946 como chefe do departamento de projeto, envolvendo-se no projeto do motor de Fórmula 1 do BRM V16. Em 1950 foi para a Coventry Climax como projetista chefe, trabalhando no motor FWA.
Sua carreira então mudou de direção e ele tornou-se jornalista, editor técnico da revista Autocar em 1955, mas trabalhando também no projeto do motor Lotus-Ford Twin Cam para a Lotus.
Em 1963 Walter Hassan o persuadiu a retornar à engenharia, e ambos desenvolverm o motor Jaguar V12.
Harry Mundy permaneceu na Jaguar até aposentar-se em 1980, executando depois alguns trabalhos de consultoria.